# Krasne, Kozeatîn
Krasne (în ucraineană Красне) este un sat în comuna Samhorodok din raionul Kozeatîn, regiunea Vinnița, Ucraina.

## Demografie
Componența lingvistică a localității Krasne
     Ucraineană (99,24%)
     Alte limbi (0,76%)
Conform recensământului din 2001, majoritatea populației localității Krasne era vorbitoare de ucraineană (99,24%), existând în minoritate și vorbitori de alte limbi.